# Сельское поселение Липиноборское
Сельское поселение Липиноборское — сельское поселение в составе Вашкинского района Вологодской области.
Центр — село Липин Бор.
Образовано 1 января 2006 года в соответствии с Федеральным законом № 131 «Об общих принципах организации местного самоуправления в Российской Федерации».
По данным переписи 2010 года население — 4250 человек.

## История
1 января 2006 года в составе Вашкинского района были образованы
- Липиноборское сельское поселение с центром Липин Бор, в которое вошёл Липино-Борский сельсовет(ОКАТО 19 212 820),
- Ухтомское сельское поселение с центром Ухтома, в которое вошёл Ухтомский сельсовет (ОКАТО 19 212 852)[2].

8 апреля 2009 года сельские поселения Липиноборское и Ухтомское были объединены в Липиноборское с центром в селе Липин Бор.

## Населённые пункты
В 1999 году был утверждён список населённых пунктов Вологодской области. Согласно этому списку в Липино-Борский сельсовет входило 2 населённых пункта, в Ухтомский — 5. С тех пор состав этих сельсоветов не изменялся.
В состав сельского поселения входят 7 населённых пунктов, в том числе
4 деревни,
1 посёлок,
2 село.
| Населённый пункт | ОКАТО          | Рег. номер | Расстояние до районного центра, км | Индекс | Координаты                      |
| ---------------- | -------------- | ---------- | ---------------------------------- | ------ | ------------------------------- |
| деревня Дурасово | 19 212 852 002 | 896        | 20                                 | 161261 | 60°12′03″ с. ш. 38°12′27″ в. д. |
| посёлок Заречный | 19 212 820 002 | 703        | 2                                  | 161250 | 60°16′24″ с. ш. 37°59′44″ в. д. |
| село Липин Бор   | 19 212 820 001 | 702        | —                                  | 161250 | 60°15′43″ с. ш. 37°58′36″ в. д. |
| деревня Павлово  | 19 212 852 003 | 897        | 22                                 | 161261 | 60°12′27″ с. ш. 38°14′49″ в. д. |
| деревня Переезд  | 19 212 852 004 | 898        | 15                                 | 161261 | 60°10′48″ с. ш. 38°07′29″ в. д. |
| село Ухтома      | 19 212 852 001 | 895        | 10                                 | 161261 | 60°10′24″ с. ш. 38°02′26″ в. д. |
| деревня Чисти    | 19 212 852 005 | 899        | 23                                 | 161261 | 60°11′58″ с. ш. 38°15′29″ в. д. |